# Vitis tiliifolia
Espèce
Classification APG III (2009)
Vitis tiliifolia est une espèce de plante appartenant à la famille des Vitaceae.